# Aeroportul Pakyong
Aeroportul Pakyong (IATA: PYG, ICAO: VEPY) este un aeroport din Sikkim, India ce deservește zona Gangtok. Aeroportul a fost tranzitat în octombrie 2022 de 2.720 de pasageri. A fost deschis în 24 septembrie 2018.
Situat la o altitudine de 1.399 m, aeroportul dispune de o singură pistă.